# Royal Festival Hall

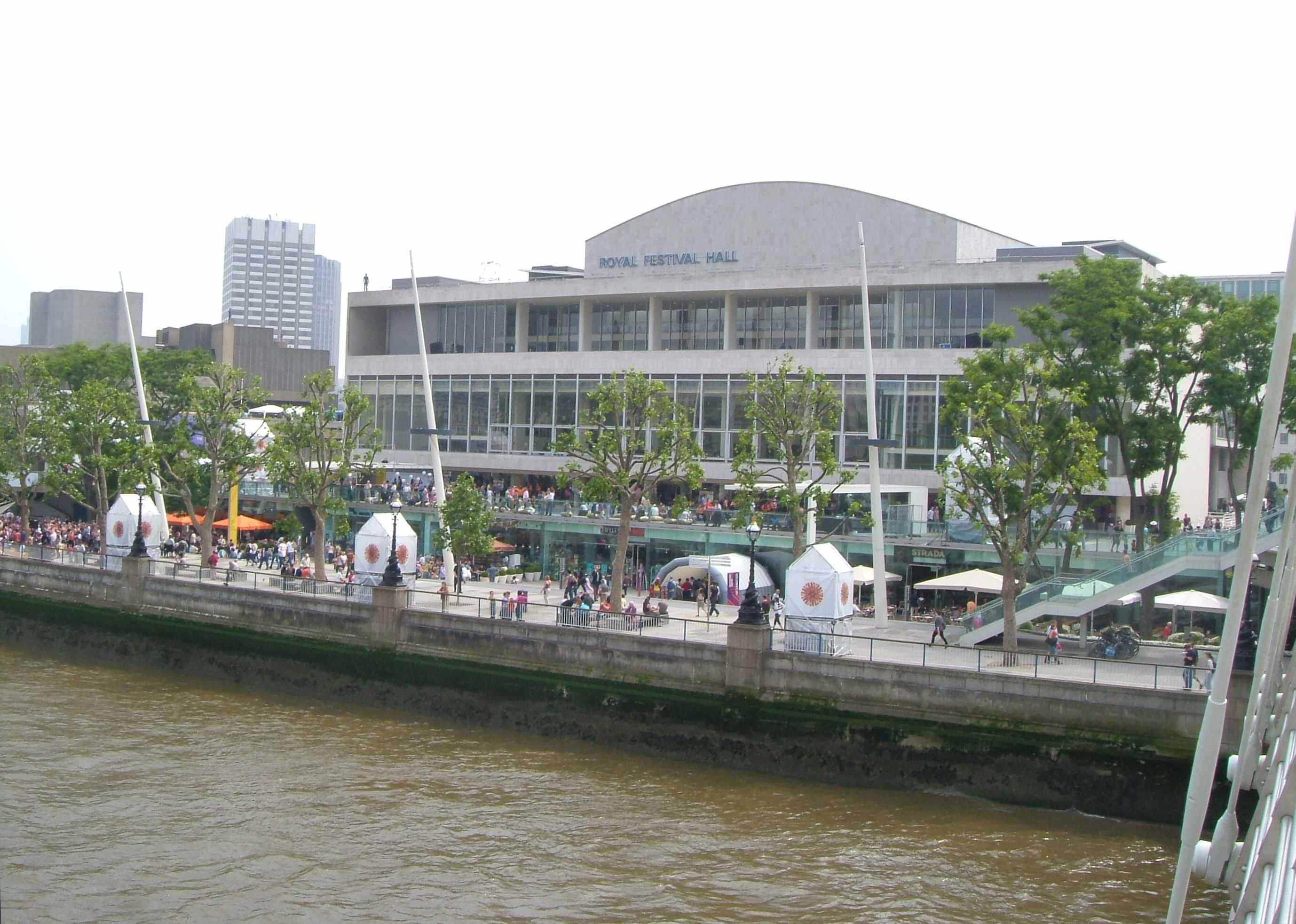
Royal Festival Hall w 2008

Royal Festival Hall (z ang. Królewska Sala Festiwalowa) w Londynie – budynek przeznaczony muzyce, położony w Southbank Centre. Znajduje się na południowym brzegu Tamizy obok mostu Hungerford. 
Siedziba m.in. The London Philharmonic Orchestra (LPO) – Londyńskiej Orkiestry Filharmonicznej.

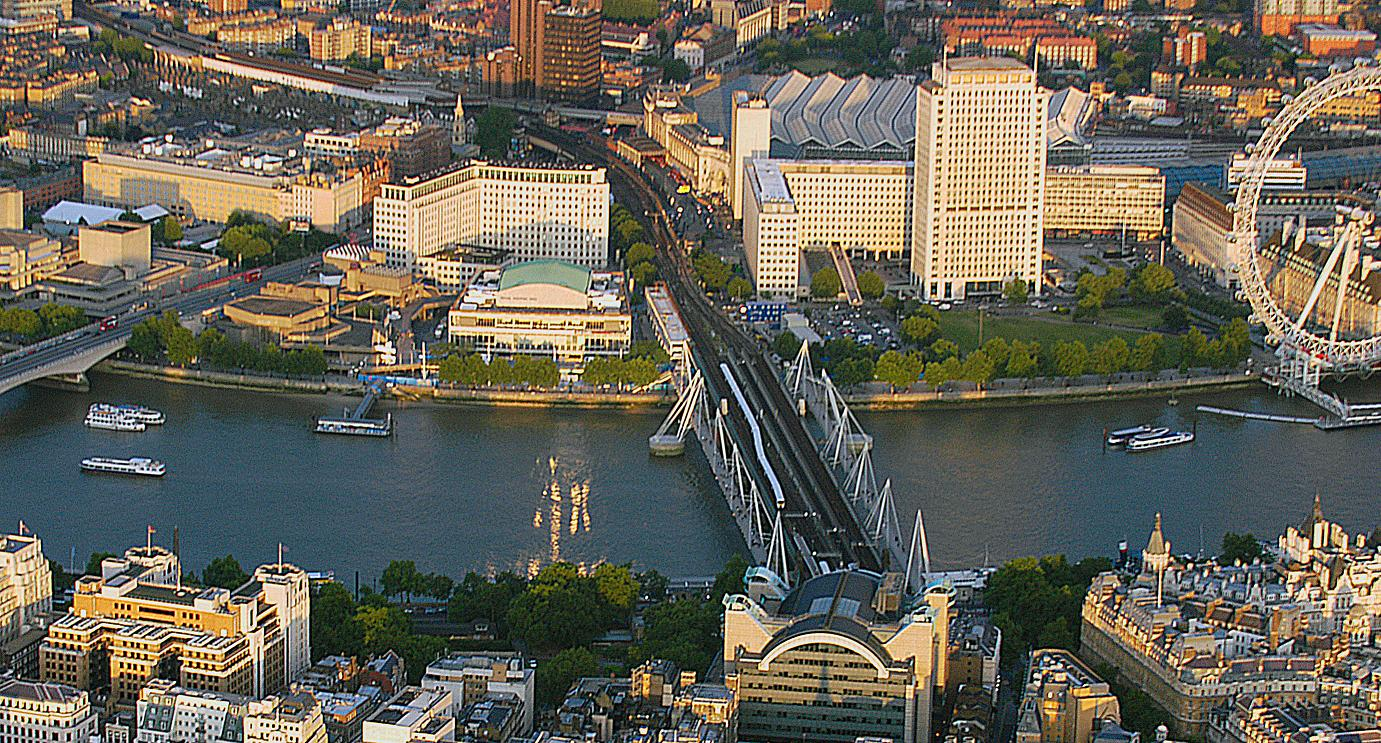
Widok na RFH z lotu ptaka

W pobliżu wybudowano London Eye.